# Wolfenstein: The New Order
Wolfenstein: The New Order — відеогра, шутер від першої особи, розроблений шведською компанією MachineGames і виданий Bethesda Softworks. Вихід гри відбувся 20 травня 2014 року на платформах Windows, PlayStation 3, PlayStation 4, Xbox 360 і Xbox One.
Це дев'ята гра з серії Wolfenstein, головним героєм якої традиційно є Вільям Бласковіц, що бореться проти нацистів у фантастичному антуражі. Разом із тим The New Order — перша гра в серії, яка крім більш якісної постановки сюжетних сцен і детально опрацьованих персонажів, має глибокий соціальний та політичний підтекст.
Події гри розгортаються в альтернативному всесвіті, в якій Третьому Рейху вдалося отримати перемогу у Другій світовій війні. Капітан Вільям Джозеф «Бі-Джей» Бласковіц, офіцер першого батальйону рейнджерів, отримує важку травму голови під час штурму фортеці німецького генерала Вільгельма Штрасе на прізвисько «Череп» (нім. Totenkopf, дослівно Мертва голова) в 1946 році. Провівши 14 років у вегетативному стані, герой приходить до тями в 1960 році і бачить антиутопічний світ, жорстко контрольований нацистським режимом. Він розшукує повстанців і береться визволити світ від панування рейху.
До гри було випущено самостійне доповнення — Wolfenstein: The Old Blood. Цей сюжетний додаток є приквелом, події якого розгортаються в 1946 році незадовго до штурму фортеці генерала «Черепа». Розробником знову виступила компанія MachineGames, видавцем — Bethesda Softworks. Wolfenstein: The Old Blood доступне на Windows, PlayStation 4 і Xbox One з 4 травня 2015 року.

## Сюжет
The New Order
Гра починається в 1946 році, коли Бласковіц і Фергюс Рід летять над Балтійським морем до замку нацистського генерала Вільгельма Штрассе. Несподівано з'являються німецькі винищувачі, що після короткого бою, збивають їх літаки. Бласковіц приходить до тями під водою, звідки його витягає механізований нацистський пес — панцерхунд. Знищуючи двох роботів, він зустрічається зі своїми друзями і нейтралізує кулеметну точку, а потім отримує завдання — знищити «топтуна» — величезного німецького робота, який заважає просуванню сил союзників. Після його знищення вони проникають в замок, під час чого гине кілька бійців. Раптово загін провалюється в крематорій. Мало не згорівши, залишки бійців дістаються дивної зали, де їх атакують «суперсолдати» — надлюди, одягнені в бронекостюми, та бере в полон сам Вільгельм Штрассе на прізвисько Череп або ж Тотенкопф. Далі, в залежності від вибору гравця, Череп вбиває або Вайатт, або Фергюса (в залежності від вибору гравця трохи змінюється геймплей і деякі кат-сцени за участю Вайатт або Фергюса). Коли Тотенкопф виходить з приміщення, вцілілий товариш і Бласковіц вбивають «суперсолдата» і провокують вибух, перетиснувши труби з газом. Обоє вистрибують крізь вікно в море, коли один з уламків влучає головному герою в голову. Незабаром його тіло підбирає ворожий корабель.
Бласковіц отямлюється в лікарні та через якийсь час закохується в польську медсестру Аню, що піклується про нього. Майже щодня дня нацисти приходять в лікарню і забирають хворих на потіху Черепу, під приводом того, що вони «унтерменші» — недолюди. Одного разу нацистський офіцер оголошує про закриття клініки, що означає ліквідацію всіх пацієнтів. В одній з бійок з солдатом гинуть батьки Ані, а її відводять в невідомому напрямку. Вільям Бласковіц добуває ніж і вбиває військового. Вибравшись з лікарні, він і Аня прибувають до її бабусі з дідусем, разом з тим знайшовши в багажнику нацистського офіцера. Від нього Вільям дізнається, що війна закінчилася перемогою Третього рейху. На дворі 1960 рік, нацисти тепер правлять у всьому світі, а США здалися ще 12 років тому після того, як Німеччина скинула атомну бомбу на Нью-Йорк. Під тортурами офіцер розкриває місцезнаходження членів сил опору, але Вільям Бласковіц все одно вбиває його бензопилою. Загін пробирається через КПП, по шляху вбиваючи вартових, офіцерів і кампхундів — собак, одягнених в екзоскелет, і оснащених титановими щелепами.
На поїзді до Берліна головний герой зустрічає офіцера Ірену Енгель разом з її коханцем Бубі. Енегель змушує пройти його тест «на чистоту крові». Він його проходить і відправляється в купе Ані. Після прибуття в Берлін, вони бачать, як ув'язнених заганяють у вантажівки. Бласковіц перед цим зауважує новину в газеті про те, що в 1951 році космонавти Третього рейху ступили на Місяць. Він застрибує на дах вантажівки і прибуває у величезну берлінську в'язницю Айзенвальд. Коли він проникає в блок В2, то бачить, що один з ув'язнених — Вайатт (або Фергюс в залежності від колишнього вибору). За допомогою Ані вони втікають з в'язниці і знаходять штаб-квартиру повстанців «Кола Крайзау». Керолайн, глава «Кола Крайзау», просить Бласковіца знайти зниклі документи стосовно проекту «Шепіт» — секретного гелікоптера нацистів. Але незабаром з'ясовується, що документи не зникали, а їх взяв Макс — розумово відсталий член «Кола». Керолайн зрештою роз'яснює план дій — захопити гелікоптери.
Повстанці вирушають до Лондона, де Боббі з «Кола Крайзау» влаштовує теракт біля головного входу, завдяки чому головний герой проникає всередину. Після невеликої сутички з роботами-охоронцями, група викрадає апарати і прилітає назад у Берлін.
У своєму штабі, герої дізнаються про властивості «супербетону» — основного будівельного матеріалу Рейху. Його добувають в концтаборі «Беліца» в північній Хорватії, там же знаходиться один з творців цього бетону — Сет Рот. Вільям Бласковіц погоджується проникнути туди під виглядом ув'язненого. Після прибуття туди, він зауважує, що комендант табору — жінка з поїзда, Ірена Енгель. За допомогою в'язнів Бомбато і Міло він проникає в барак до Рота. Сет розповідає, що аби втекти з концтабору, потрібно відключити систему безпеки, а також йому потрібна батарея для спеціального пристрою, щоб керувати бойовим роботом нацистів, якого Сет винайшов ще до ув'язнення. Вільям відключає систему безпеки, попутно вбиваючи німця-садиста «Ножа», але коли він намагається добути батарею, його б'є струмом і комендант приходить на шум. Бласковіца засуджують до страти, та Роту вдається ввмкнути робота, що ранить Енгель і атакує ворожих солдатів, а потім проривається до вантажівки разом з головними героями. Вони сідають у вантажівку і їдуть, залишивши Енгель з понівеченим обличчям.
Сет Рот розповідає, що належить до таємної єврейської спільноти Да'ат Їхуд, яка тисячі років володіла науковими знаннями і небаченими технологіями, що допомагали підтримувати спілкування з Богом. Заволодіння знаннями з одного сховища Да'ат Їхуд забезпечило німецьку перевагу в технологіях і врешті перемогу. Тим самим це підтверджує всю нелюдськість і підлість нацистів, які винищували вищих за них морально і інтелектуально людей, присвоюючи їхні досягнення. В ході розмови стає відомо, що одне з найбільших сховищ спільноти знаходиться в Атлантиці, але щоб проникнути туди, потрібен підводний човен. Бласковіц проникає в катакомби під Берліном і викрадає поїзд з торпедами з метою залізти в них і непоміченим пробратися на субмарину. Прибуваючи на підводний човен «Молот Єви», він викрадає її, і Вайатт або Фергюс з Сетом Ротом пробираються в підводний бункер. Там, в сховищі Да'ат Їхуд, крім особливого екзоскелета, що взаємодіє безпосередньо з нервовою системою людини, вони знаходять спеціальний пристрій — «Шпиндель обертання», антигравітаційну сферу, котра зависає над об'єктом і шматує його тросами із зачепами. Бласковіц отримує нове завдання: проникнути на місячну станцію, щоб викрасти ключі запуску ядерної зброї. За допомогою сфери він руйнує міст через Гібралтарську протоку, спричиняючи аварію з численними жертвами. Аварія зупиняє потяг, у якому знаходиться нацистський вчений, котрий повинен летіти на Місяць. Забравши документи нациста, Вільям Бласковіц під його ім'ям сідає в шаттл і відлітає. На Місяці головний герой добирається по поверхні супутника до штабу, добуває ключі і викрадає шаттл, але по поверненню на Землю зазнає аварії. Його атакує вульфентанк «Лондонський монітор» — величезний триніжок, але головний герой знищує його. В цей час люди Енгель атакують «Коло Крайзау» в Берліні, і частина повстанців гине, в тому числі Клаус і Текле (або Джей). Вціліл відлітають на гелікоптері до замку Черепа, врятувавши Аню, Сета і Бомбата.
Проникаючи в замок, Бласковіц попадається коханцеві Енгель. Той вводить Вільяму смертельну дозу отрути, але це лише послаблює головного героя і він відкушує Бубі частина вуха. Енгель спостерігає за цим за допомогою відеозв'язку. Вона вбиває або, на вибір гравця, залишає живим коханця. Але незабаром Бласковіц потрапляє до Черепа, і той змушує його битися з крокуючою машиною, якою проти своєї волі керує видалений мозок Ріда Фергюса (або рядового Ваятта). Вільям знищує її, а заодно і мозок товариша. В цей час Череп сам сідає в один з бронероботів. Бласковіц знищує енергопостачальні дирижаблі, і його противник тікає в замок. Головний герой наздоганяє його і після бою розбиває робота Черепа, витягує його звідти і вбиває. Але генерал встигає дістати гранату і підірвати себе й Вільяма. Наприкінці гри всі вцілілі сідають у гелікоптер і відлітають, а поранений Вільям залишається в замку і віддає наказ стріляти по ньому з ядерної гармати. Після показу фінальних титрів можна почути звуки гелікоптера, що прибув забрати Вільяма.
Wolfenstein: The Old Blood
Приквел The New Order. Події відбуваються в 1946 році, коли нацисти виграють Другу світову війну. Щоб переломити ситуацію на користь союзників, Бласковіц повинен провести особливу операцію в Баварії.
У першій частині «Руді Йегер і Вовче лігво» Бласковіц протистоїть доглядачу замку Вольфенштейн і тюремного блоку. Він здійснює спробу викрасти координати бази генерала Черепа. У другій частині «Похмура таємниця Хельги фон Шаббс» пошук даних приводить головного героя в місто Вульфбург. Тут археолог Хельга фон Шаббс, одержима окультизмом і прагненням звеличити минуле Німеччини, здійснює розкопки. Вона замислила оживити короля Отто Великого, але він відроджується як потворний велетень і гине від рук Бласковіца.